# Faial
Faial (Portugees: Ilha do Faial) is een Portugees eiland dat gelegen is in het centrale gedeelte van de Azoren. 

## Toponymie
Het eiland dankt haar naam aan de Myrica faya, een struik uit de gagelfamilie die er groeit. De Portugese namen voor deze struik zijn faia-da-terra of faia-das-ilhas, waarbij "faia" letterlijk vertaald "beuk" betekent.

## Geschiedenis
Op oude kaarten werd het eiland Ilha da Ventura genoemd. Nadat Portugese ontdekkingsreizigers het eiland hadden verkend werd het Ilha de São Luiz genoemd. Volgens een humanist was de eerste bewoner een kluizenaar die een kleine kudde had op het eiland.
Josse van Heurten of Joost de Hurtere, een rijke Vlaming, vergezeld door vijftien landgenoten, meerde in 1466 aan op het eiland, dat destijds al bewoond was door Portugezen. Hij zocht naar tin en zilver dat op het eiland te vinden zou zijn. De eerste verwachting pakte niet goed uit en de expeditie leek een mislukking te worden. Maar Van Heurten was aan het eiland verknocht en gaf niet op. Door de medewerking van de Hertogin van Bourgondië, een dochter van koning Johan I van Portugal, stuurde de koning hem een octrooibrief in 1468 en benoemde hem tot edelman van het eiland en gaf hem het recht om meer Vlamingen op het eiland te laten wonen. Na de Honderdjarige Oorlog vestigden de Vlamingen zich in de parochie van Flamengos – de naam geeft aan waar de bewoners vandaan kwamen – een dorp in de buurt van Horta. Door de bloei van de landbouw en de export van de verfstof van de wedeplant ging het goed met het eiland.
In 1583 werd een deel van de Azoren geannexeerd door de Spanjaarden. Dat begon met het eiland Terceira waarna een Spaanse vloot naar Faial voer. Een groep gewapende mannen landde bij Pasteleiro en raakte in gevecht met de verdedigers. De Spanjaarden werden versterkt door Franse troepen. De Spanjaarden braken de verdediging en veroverden het eiland. Daarna volgden aanvallen van Engelse kaapvaarders, die veel vernietigden. In 1672 vond er ook een grote verwoesting plaats door een aardbeving.
In de 19e eeuw deed de bevolking van Faial actief mee in de strijd tussen de liberalen en de absolutisten, zij kozen de kant van de liberale koning Peter IV, die in 1832 een bezoek aan het eiland bracht. Het eiland kreeg een groep strijders ter beschikking van de zijde van de liberalen en een arsenaal dat werd gebruikt om schepen te bevoorraden voor een aanval op Mindelo in Noord-Portugal.
Rond 1860 was Faial een strategische locatie in de Atlantische Oceaan, met een beschutte haven die als verzamelplaats diende voor vele vrachtschepen, voornamelijk boten met sinaasappelen en Amerikaanse walvisvaarders. In het begin van de 20e eeuw was Faial een belangrijk punt voor de trans-Atlantische telegraafkabel en de eerste trans-Atlantische vluchten.
Tegenwoordig is Faial een goed ontwikkeld eiland, waar de economie draait op de landbouw, zuivelindustrie, visserij en handel.
De hoofdstad Horta is eeuwenlang een belangrijke halteplaats geweest tussen Amerika en Europa; nu zijn het vooral zeiljachten die in de haven aanmeren. De haven is beroemd om de schilderingen die de bemanningen van deze jachten op de havendam rond de haven achterlaten. Een andere bekende plek is "Café Sport", waar de bemanningen bij elkaar komen en berichten kunnen achterlaten. Op de gevel is een potvismotief te zien dat verwijst naar de walvisjacht die vanuit de Azoren bedreven werd.
Op 3 juni 1986 werd de eerste gebouwde haven op de Azoren geopend. Deze haven biedt bescherming aan iedereen die de Atlantische Oceaan oversteekt.

## Geografie
Met een vorm van een onregelmatige vijfhoek en een oppervlakte van 173,42 km² heeft het eiland een lengte van 21 km en een maximale breedte van 14 km. De hoofdstad van het eiland is Horta.
Het eiland wordt gedomineerd door de caldeira van de vulkaan Cabeço Gordo. Het hoogste punt van het eiland ligt op de rand van de caldeira, op een hoogte van 1043 meter. Op de top bevindt zich de krater van de vulkaan met een diepte van 400 meter en een diameter van 1450 meter. De vulkaan is begroeid met cederbomen, jeneverbesstruiken, mirte, varens en mossen. Westelijk van deze oude vulkaan ligt een rij steeds kleinere vulkanen.
De laatste uitbarsting is van 1957-1958, toen de Capelinhos, de meest westelijke vulkaan, maandenlang actief was en de omgeving met as bedekte. Door de vulkaanuitbarsting is het eiland aan de westkant 2,4 km² groter geworden, bij de dorpjes Capelo en Praia del Norte.

## Cultuur
De Semana do Mar ("zeeweek") vindt plaats op de eerste zondag van de augustus en de laatste week. In het programma zijn optredens van bands van het vasteland en van de verschillende eilanden en ook lokale groepen (Filarmónicas) volksdans.
Er zijn ook een aantal sportevenementen die plaatsvinden in de baai van Horta, in het kanaal tussen Faial en Pico en op het strand Porto Pim.
Het festival Nossa Senhora das Angústian vindt ieder jaar plaats. Het is het grootste religieuze evenement op Faial.
De eredienst voor Nossa Senhora das Angústian gaat terug naar de tijd van de eerste nederzetting. Een primitieve kapel werd gebouwd in opdracht van Brites de Macedo om de Heilige Maagd Maria te eren. Een beeld van Nossa Senhora das Angústian, uit Vlaanderen, werd in de kapel geplaatst.
Het festival voor de Heilige Geest wordt op alle eilanden gevierd en verschilt van eiland tot eiland en van dorp tot dorp. Elk eiland, elk dorpje heeft zijn eigen kapel, de zogenaamde “Império” met zijn eigen broederschap. Deze festiviteiten zijn de meest karakteristieke voor deze eilandbevolking.
São João (Johannes de Doper) is een van de populairste beschermheiligen van de Azoren en daarom wordt op 24 juni een hele dag aan hem gewijd. De oorsprong van het festival gaat terug naar de kolonisatie door edelen op het eiland Terceira. São João was de Portugese beschermheilige van de edelen, zij bouwden een kapel om hem te eren.

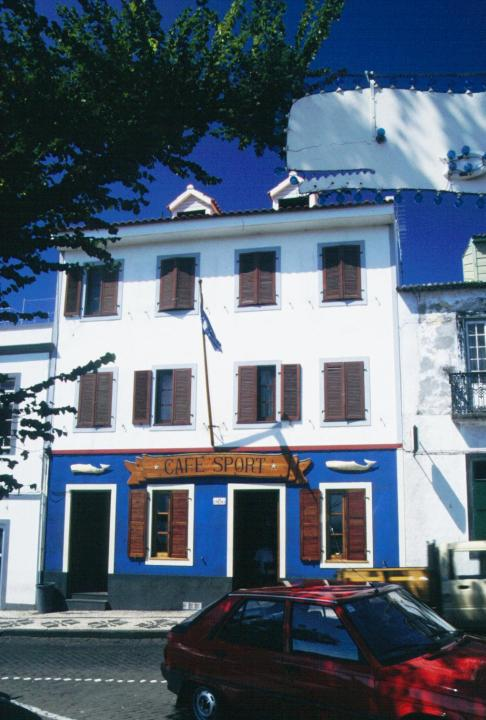
Café Sport in Horta

Corvo · Flores · Faial · Pico · São Jorge · Graciosa · Terceira · São Miguel · Santa Maria